# Sidney Bradford
Sidney Bradford (ur. 30 maja 1906 – zm. 2 sierpnia 1960) stracił wzrok w wieku 10 miesięcy  i odzyskał widzenie w obu oczach w wyniku przeszczepu rogówki w wieku 52 lat. Był przedmiotem badań naukowych neuropsychologa Richarda Gregory dotyczących percepcji.
Jego operacja pozwoliła odkryć idiosynkrazje ludzkiego systemu wzrokowego. Ponieważ Bradford nie widział w dzieciństwie, nie był w stanie zrozumieć dwuznaczności sześcianu Neckera. Nie był w stanie zinterpretować perspektywy obrazów dwuwymiarowych.
Pomimo to poprawnie oceniał odległość do przedmiotów w tym samym pomieszczeniu, ponieważ miał do czynienia z tymi odległościami przed odzyskaniem wzroku, poprzez odmierzanie krokami odległości do nich. W podobny sposób, na zasadzie analogii pomiędzy wizualnym i bezwzrokowym (wyłącznie dotykowym) doświadczeniem, Bradford potrafił wizualnie odczytać godzinę na szpitalnym zegarze zaraz po operacji.
Bradford był oszołomiony nowym światem kolorów i ruchu. Przerażały go widoki, których często nie mógł zrozumieć. Nie rozpoznawał ludzi i wielu przedmiotów, które znał wyłącznie poprzez dotyk.
Przed operacją był zdolnym operatorem maszyny, lecz po odzyskaniu wzroku zaczął popełniać błędy i stał się niezdolny do pracy. Popełnił samobójstwo dwa lata po operacji.